# Montserrat Vayreda i Trullol
Montserrat Vayreda i Trullol (Lledó d'Empordà, Alt Empordà, 28 d'agost de 1924 - Figueres, 8 de novembre de 2006) fou una poeta i escriptora catalana de l'Empordà. Apart de reculls de poesia per a adults i infants, també va publicar obres de prosa descriptiva sobre l'Empordà i reculls biogràfics. Va rebre la Creu de Sant Jordi el 1999 per la seva dedicació al país i a la cultura.

## Biografia
Montserrat Vayreda i Trullol va néixer a Lledó el 28 d'agost de 1924. L'any 1927 amb la seva família es traslladà a viure a Figueres. Amb l'esclat de la Guerra Civil s'instal·laren al Mas de la Torre, a pocs quilòmetres de la ciutat. La guerra impedí a Montserrat de seguir els estudis, i les classes a les aules van ser substituïdes per la lectura –literatura catalana i universal-, i pel contacte constant amb la naturalesa.
Va rebre la primera influència de l'avi matern, el poeta Sebastià Trullol, i començà molt jove a escriure poesia. El pare li transmeté l'estimació per la terra i l'entorn natural; la mare, l'afició per la música i la poesia. Després de la guerra, Montserrat completà la seva formació a Barcelona, al col·legi de religioses Filipenses, on havien estudiat les seves germanes.
Al Noguer de Segueró (Beuda), la casa pairal de la família on es traslladaren en acabar la guerra, es dedicà plenament a escriure poesia. Hi visqué fins a l'any 1953 en què retornà definitivament a Figueres. Començà a publicar poemes en català en la premsa local. Durant els anys de joventut va escriure també poesia en castellà. El seu primer llibre de poemes, Entre el temps i l'eternitat, publicat el 1955, va ser valorat molt positivament pel crític Manuel de Montoliu.
L'any 1956, Montserrat Vayreda promogué a Figueres, juntament amb l'escriptora Carme Guasch, la celebració de la Festa de la Poesia, organitzada per l'Agrupació de Cultura del Casino Menestral. El poeta Carles Fages de Climent -de qui l'escriptora reconegué el mestratge-, Jaume Maurici, M. Àngels i Montserrat Vayreda, Carme Guasch, Pilar Nierga, Salvador Espriu i M. Àngels Anglada en van ser col·laboradors destacats.
Als anys seixanta, va concursar als Jocs Florals de la Ginesta d'Or de Perpinyà. Hi va obtenir els principals guardons. També en va ser mantenidora i membre del jurat. L'any 1966 va rebre el títol de Mestre en Gai Saber de l'Acadèmia dels Felibres Provençals.
Al llarg de la seva vida va mantenir una relació constant amb artistes, especialment amb pintors de l'Empordà i de la Garrotxa. De l'estreta col·laboració amb el pintor Lluís Roura, en sorgiren dos llibres, amb poemes i pintures, dedicats als pobles de l'Empordà. En prosa descriptiva publicà llibres sobre l'Empordà i reculls biogràfics.
A partir dels anys cinquanta i fins al final de la seva vida col·laborà a la premsa local i comarcal: Vida Parroquial, Empordà, Canigó, Hora Nova, Empordà Federal, Papers empordanesos, Revista de Girona, Presència, Annals de l'IEE, entre d'altres.
Per la seva dedicació al país i a la cultura va rebre nombrosos guardons i reconeixements públics entre els quals destaquen el títol de Filla adoptiva de Figueres (1986); la Creu de Sant Jordi de la Generalitat de Catalunya (1999); el premi Sirena del Consell Comarcal de l'Alt Empordà (2003); la Fulla de Figuera de Plata al mèrit, de l'Ajuntament de Figueres (2004); el títol de Filla predilecta de Lladó (2004); la “Distinció al Mèrit Cultural” per la Facultat de Lletres de la Universitat de Girona (2005).
L'obra de Montserrat Vayreda traspua els seus interessos vitals i literaris: la natura, el seu país, el món dels infants, les reflexions sobre el pas del temps i la mort, les creences... Els seus poemes reflecteixen una visió optimista i esperançada de la vida i es distingeixen pel joc subtil d'elements musicals i per l'espurna de fina ironia que destil·len alguns versos. Montserrat Vayreda va expressar el seu desig -“Somnio obrir camins entenedors”-, de modelar una veu poètica clara i precisa, assequible a tots els lectors.
Va morir a Figueres el 8 de novembre de 2006.

### Família
Fou germana de la també escriptora Maria dels Àngels Vayreda i dels pintors Lluís Vayreda i Francesc Vayreda, filla de Joaquim Vayreda i Olivas, hereu del Noguer de Segueró, i neta del botànic Estanislau Vayreda i Vila i del poeta Sebastià Trullol i Plana.

## Fons Montserrat Vayreda
La Biblioteca Fages de Climent conserva el llegat literari de l'escriptora i poetessa. Coincidint amb el dia de Sant Jordi de 2007 la Biblioteca de Figueres va acollir la presentació del fons Montserrat Vayreda i Trullol que inclou més de 150 referències entre llibres de l'autora i articles i col·laboracions, i 563 documents de la seva biblioteca particular, tots ells dedicats pels seus autors. 

## Obres[4]

### Obra poètica publicada
- Entre el temps i l'eternitat. Barcelona: Altés, 1955.
- Poemas innominados. Caracas : Lírica Hispana, 1961.
- Ofrena de Nadal. [S.l.]: Gràfiques Marina, 1965.

- Un Color per cada amic / Montserrat Vayreda i Trullol; il·lustracions: Miquel Plana. Olot: [Miquel Plana], 1977.
- Amb el sol a la mà: poemes per a infants / Montserrat Vayreda i Trullol; il·lustracions: Lluís Vayreda i Trullol. Olot: Aubert Impressor, 1978.
- Amb el sol a la mà: poemes per a infants / Montserrat Vayreda i Trullol ; il·lustracions: Sebastià Congost. Olot: Aubert Impressor, 1980.
- Afirmo l'esperança / Montserrat Vayreda i Trullol; a guisa de pròleg per Josep Congost; il·lustracions: Miquel Plana; [aiguafort-frontispici de Lluís Vayreda]. Olot: Aubert, impr, 1982.
- Els Pobles de l'Empordà / Montserrat Vayreda, poemes ; Lluís Roura, pintures; [presentacions:] Anna Maria Dalí, Ma. Àngels Anglada, Jordi Gimferrer. Figueres: Carles Vallès, DL 1984.
- Irisacions: poemes a ritme de cançó. Gaüses: Llibres del Segle, 2001.
- Montserrat Vayreda. Figueres: Ajuntament de Figueres : Societat Coral Erato, DL 2003.
- Amb el sol a la mà : poemes per a infants. Il·lustracions: Lluís Vayreda i Trullol. [Figueres] : Òmnium Cultural, DL 2004.[5]
- Pessebre endins. [Figueres] : Institut d'Estudis Empordanesos : Ajuntament de Figueres, 2004.[6]

- Poemes de Montserrat Vayreda : [antologia 1945-2004]. Edició i estudi: Anna M. Velaz i Sicart ; pròleg de Mariàngela Vilallonga ; epíleg de Narcís-Jordi Aragó. Girona : Diputació de Girona, 2005.[7]

- L'Alt Empordà : passat i present dels seus pobles. Poemes: Montserrat Vayreda ; pintures: Lluís Roura ; presentació: Ramon Boixadós i Malé ; introducció: Jordi Cabezas i Llobet ; preàmbul: Carles Pàramo i Ponsetí ; pròleg: Anna M. Velaz i Sicart ; pòrtic: Montserrat Vayreda. Figueres : Brau, DL 2006.[8]

### Altres obres publicades
- Els Pobles de l'Alt Empordà. Figueres: Art-3, 1978-1990 (Olot: Aubert impressor).
- El Pintor Joan Sibecas / text: Montserrat Vayreda, Narcís Sala. Figueres: ART-3, DL 1979 (Olot: Aubert).
- Vayreda. Barcelona: Nou Art Thor, 1982.
- Alt Empordà [Gràfic] / [fotos: Meli ; text: Montserrat Vayreda]. [Figueres] : [Meli Color, DL 1984].
- L'Empordà màgic: l'Alt Empordà. Figueres [etc.]: Nou Art Thor, DL 1987.

- La Màgia del Baix Empordà. Figueres : Carles Vallès, 1990.
- Miquel Duran, el pintor de Les Preses / [textos: Montserrat Vayreda, Domènec Moli, Jordi Pujiula, Josep Murlà]. Sant Joan les Fonts: Aubert, 2007.
- Els Pobles de l'Alt Empordà. [Bellcaire] : Vitel·la, 2018[9]

### Catàlegs d'exposicions
- Vayreda's: Joaquim Vayreda Vila, Marià Vayreda Vila, Francesc Vayreda Casabó, Lluís Vayreda Trullol, Marià Oliveras i Vayreda, Josep Ma. Vayreda Canadell : del 28 d'octubre al 5 de desembre 1975: [catàleg de l'exposició] / introducció: Palau de Caramany ; presentació: Montserrat Vayreda; comentaris: Rafael Santos Torroella. Girona: Palau de Caramany, 1975.
- Pintors surrealistes de l'Empordà: [catàleg de l'exposició] / [textos: Rafael Santos Torroella, Jaume Miravitlles, C. Creus, Josep Vallès, Manuel Ibáñez Escofet, Narcís Sala, Montserrat Vayreda, Narcís Pijoan, Domènec Moli; fotografies: Meli]. Figueres: Museu de l'Empordà, DL 1977.
- Homenatge de Lladó a Marià Llavanera: 1890-1927: Sala de Sant Joan, del 7 al 10 de juliol 1984 / [Montserrat Vayreda i Trullol, Narcís Pijoan]. Lladó : Ajuntament de Lladó: Agrupació Cultural Arrels Lladonenques, 1984.
- Llegat Fàbrega: segona part, pintors catalans a l'exili: [catàleg de l'exposició] / [text: Montserrat Vayreda i Trullol; fotografies: Torner]. Figueres: Museu de l'Empordà, DL 1984.
- Exposició antològica de Josep Bonaterra i Gras en el centenari de la seva naixença: [catàleg de l'exposició] / [textos: Joan de Serraclara, I. Rodríguez Grahit, Ramon Reig, A. de Rocacorba, Narcís Pijoan, Josep Vallès i Rovira, V. Burgas i Gascons, Àngel Font, Cap de Creus, Montserrat Vayreda i Trullol; fotografies: Meli]. Figueres: Museu de l'Empordà, DL 1984.
- Els Vayreda: [catàleg de l'exposició] / [textos: Montserrat Vayreda i Trullol; fotos: Meli]. Figueres: Museu de l'Empordà, DL 1985.
- Joan Paradís: [catàleg de l'exposició] / [textos: Narcís Pijoan, Montserrat Vayreda i Trullol, Josep Vallès i Rovira, Joan Guillamet; fotos: Meli]. Figueres: Museu de l'Empordà, DL 1986.
- Lluís Vayreda i Trullol: [catàleg de l'exposició] / [textos: Rafael Santos Torroella, Narcís Pijoan, C. Creus, Montserrat Vayreda i Trullol ; fotografies: Meli]. Figueres: Museu de l'Empordà, DL 1986.
- Guillem Comalat: 1880-1906: [catàleg de l'exposició] / [textos: Francesca Vidal i Comalat, Montserrat Vayreda i Trullol ; fotos: Meli]. Figueres: Museu de l'Empordà, DL 1987.
- Juan Núñez Fernández: 1877-1963 : [catàleg de l'exposició] / [textos: Montserrat Vayreda i Trullol, Ramón Reig]. Figueres : Museu de l'Empordà, 1987.
- Esther Boix: pintura endins, 1977-1988: [catàleg de l'exposició] / [textos: J. M. Carandell, J. M. Castellet, Daniel Giralt Miracle, Ricard Creus, Montserrat Vayreda i Trullol, M. Àngels Anglada]. Figueres: Museu de l'Empordà, DL 1988.
- Anton Casamor: 1907-1979, exposició d'escultura en el desè aniversari de la seva mort:[catàleg de l'exposició] / [textos: Carles Casamor, Joaquim Bech de Careda, Joan Guillamet, Montserrat Vayreda; fotografies: Meli]. Figueres: Museu de l'Empordà, DL 1989.
- Exposició homenatge: Frederic Marès, escultura anys 1913-1933: [catàleg de l'exposició] / textos: Rafael Alberti, Albert Compte, Xavier Dalfó, Salvador Espriu, Dolors Farró, Daniel Giralt-Miracle, Ramon Guardiola, Fina Parés, Narcís Pijoan, Rafael Santos Torroella, Josep Vallès, Montserrat Vayreda; fotografia: Torner, Pere Marès Ibàñez]. Figueres: Museu de l'Empordà, DL 1989.
- Joan Sibecas: 1928-1969, exposició antològica en el vintè aniversari de la seva mort: [catàleg de l'exposició / textos: Carles Fages de Climent, J. Gich, F. Garrido Pallardó, Maria Àngels Vayreda, Narcís Pijoan, Josep Vallès i Rovira, Montserrat Vayreda i Trullol, A. de Rocacorba, C. Creus, Xavier Dalfó, Joan Guillamet i Tuèbols]. Figueres: Museu de l'Empordà, DL 1989.
- Lluís Roura: sèrie matèries i les quatre estacions, anys 1968 al 1979: [catàleg de l'exposició / textos: Josep Valls, Lluís Racionero i Grau, Joan Gich Bec de Careda, Miquel Gil i Bonancía, Jordi Gimferrer, Jaume Fàbrega, Montserrat Vayreda i Trullol ; fotografia: Xavier Butinyà, Calvet, Iriarte, Torner]. Figueres: Museu de l'Empordà, DL 1989.
- Felip Vilà: 1932-1990, exposició homenatge: [catàleg de l'exposició / textos: M. Àngels Anglada, Xavier Dalfó, Narcís Pijoan, José Vallés Rovira, Montserrat Vayreda i Trullol, Michele Vert-Nibet; fotografia: Torner]. Figueres : Museu de l'Empordà, DL 1990.
- Ministral: obra 1970-1990: [catàleg de l'exposició / textos: Maria Àngels Anglada, Glòria Bosch i Mir, Francesc Cruanyes Zafra, Jaume Fàbrega, Daniel Giralt-Miracle, Narcís Pijoan, Josep Vallès Rovira i Montserrat Vayreda i Trullol; fotografia: Torner]. Figueres: Museu de l'Empordà, DL 1990.
- La Vida i l'obra de Frederic Marès i Deulovol / [Montserrat Vayreda ... [et al.]]. [s.l. : s.n], DL 1993 (Figueres : Arts Gràf. Trayter).
- Ricard Ansón: [catàleg de l'exposició / textos: Montserrat Vayreda i Trullol i Mariona Seguranyes i Bolaños]. Figueres: Museu de l'Empordà, DL 1997. Figueres: Museu de l'Empordà, DL 1997.
- Lluís Vayreda i Trullol: 1918-1986: exposició de pintures del 1950 al 1986: [catàleg de l'exposició] / [textos: Josep M. Salvatella, Montserrat Vayreda ; fotografies: Maribel Ruiz de Erenchun]. Olot: Impremta Costa, DL 2002.